# Arnold Classic

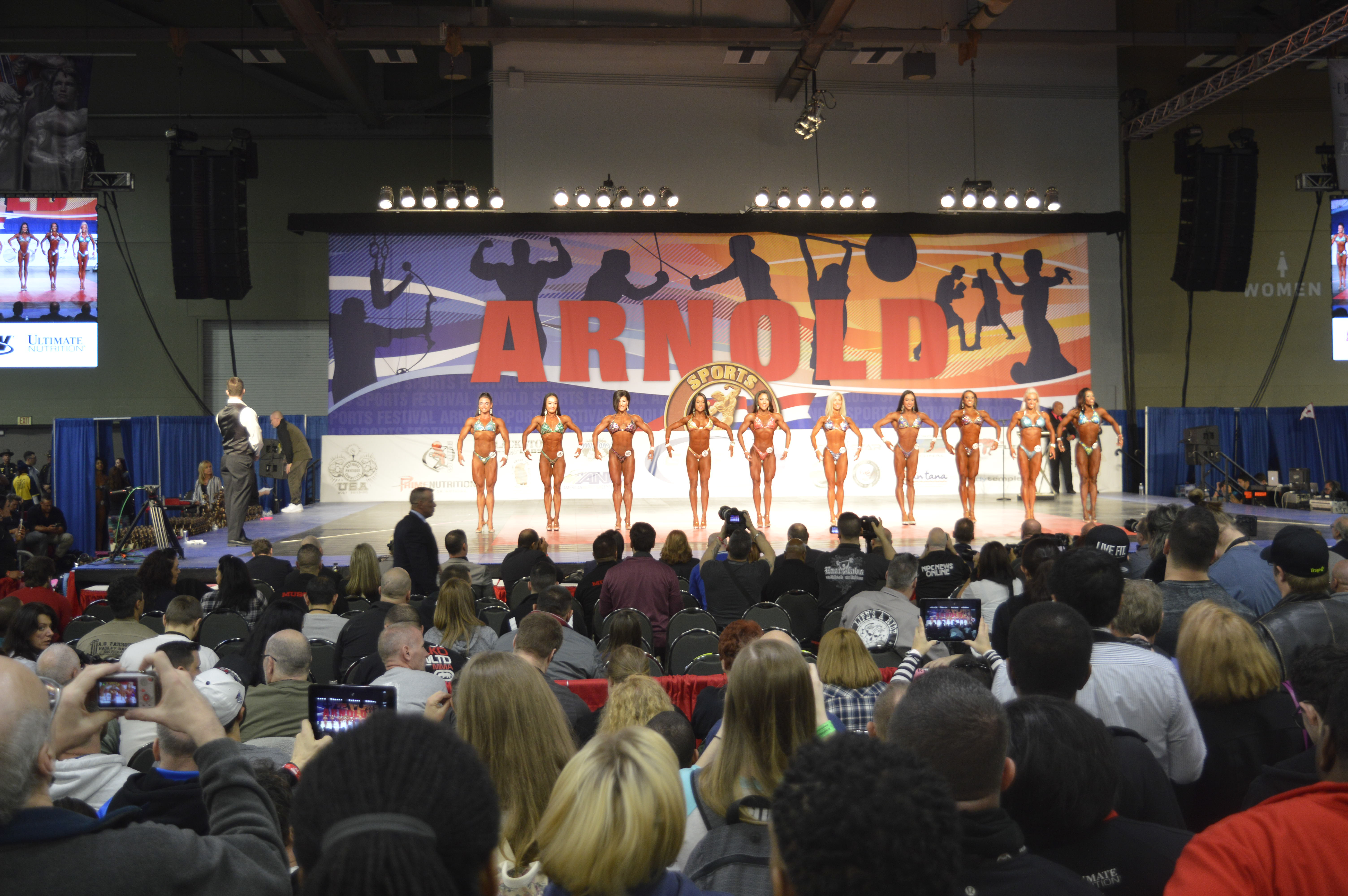
Arnold Classic Columbus, Columbus, Ohio, Estados Unidos.

Arnold Classic, rebatizado Arnold Fitness Weekend, é uma competição de fisiculturismo anual, em homenagem ao ator e fisiculturista Arnold Schwarzenegger. O torneio acontece no final de fevereiro e início e março em Columbus, Ohio, Estados Unidos.

## História
Arnold Classic é considerada a competição mais lucrativa do fisiculturismo, com um grande número de prêmios. Mais notavelmente, o primeiro prêmio consiste em US$ 130.000 em cheque, um veículo Hummer, e um relógio Audemars Piguet. 
Arnold Classic é rival do concurso Mr. Olympia em prestígio e popularidade. Como a maioria das competições de fisiculturismo, é sempre muito disputado e, frequentemente, apenas um ou dois pontos na competição separam os vencedores.
O concurso inclui três diferentes competições para mulheres: Ms. International, Fitness International, e Figure International.

## Campeões
| 1989 | Rich Gaspari      | Jackie Paisley    |                          |                          |                   |                |              |
| 1990 | Mike Ashley       | Laura Creavalle   |                          |                          |                   |                |              |
| 1991 | Shawn Ray         | Tonya Knight      |                          |                          |                   |                |              |
| 1992 | Vince Taylor      | Anja Schreiner    |                          |                          |                   |                |              |
| 1993 | Flex Wheeler      | Kim Chizevsky     |                          |                          |                   |                |              |
| 1994 | Kevin Levrone     | Laura Creavalle   |                          |                          |                   |                |              |
| 1995 | Mike Francois     | Laura Creavalle   |                          |                          |                   |                |              |
| 1996 | Kevin Levrone     | Kim Chizevsky     |                          |                          |                   |                |              |
| 1997 | Flex Wheeler      | Yolanda Hughes    | Carol Semple-Marzetta    |                          |                   |                |              |
| 1998 | Flex Wheeler      | Yolanda Hughes    | Susie Curry              |                          |                   |                |              |
| 1999 | Nasser El Sonbaty | Vickie Gates      | Susie Curry              |                          |                   |                |              |
| 2000 | Flex Wheeler      | Vickie Gates      | Kelly Ryan               |                          |                   |                |              |
| 2001 | Ronnie Coleman    | Vickie Gates      | Jenny Worth              |                          |                   |                |              |
| 2002 | Jay Cutler        | Yaxeni Oriquen    | Susie Curry              |                          |                   |                |              |
| 2003 | Jay Cutler        | Yaxeni Oriquen    | Susie Curry              | Jenny Lynn               |                   |                |              |
| 2004 | Jay Cutler        | Iris Kyle         | Adela Garcia-Friedmansky | Jenny Lynn               |                   |                |              |
| 2005 | Dexter Jackson    | Yaxeni Oriquen    | Jen Hendershott          | Jenny Lynn               |                   |                |              |
| 2006 | Dexter Jackson    | Iris Kyle         | Adela Garcia             | Mary Elizabeth Lado      |                   |                |              |
| 2007 | Victor Martinez   | Iris Kyle         | Kim Klein                | Mary Elizabeth Lado      |                   |                |              |
| 2008 | Dexter Jackson    | Yaxeni Oriquen    | Kim Klein                | Gina Aliotti             |                   |                |              |
| 2009 | Kai Greene        | Iris Kyle         | Jen Hendershott          | Zivile Raudoniene        |                   |                |              |
| 2010 | Kai Greene        | Iris Kyle         | Adela Garcia             | Nicole Wilkins-Lee       |                   |                |              |
| 2011 | Branch Warren     | Iris Kyle         | Adela Garcia             | Nicole Wilkins-Lee       |                   |                |              |
| 2012 | Branch Warren     | Iris Kyle         | Adela Garcia             | Nicole Wilkins-Lee       |                   |                |              |
| 2013 | Dexter Jackson    | Iris Kyle         | Tanji Johnson            | Candice Keene            | India Paulino     |                |              |
| 2014 | Dennis Wolf       |                   | Oksana Grishina          | Candice Keene            | Ashley Kaltwasser |                |              |
| Ano  | Men               | Women's Physique  | Fitness                  | Figure                   | Bikini            | Men's Physique | Men 212      |
| 2015 | Dexter Jackson    | Juliana Malacarne | Oksana Grishina          | Camala Rodriguez-McClure | Ashley Kaltwasser | Sadik Hadzovic | Jose Raymond |